# Ядерна енергетика Угорщини
У 2017 році ядерна енергетика в Угорщині виробляла 50% загальної електроенергії, виробленої в країні, і покривала приблизно 36% потреб.
Станом на травень 2018 року в цій країні працює 1 атомна електростанція з 4 діючими реакторами, які працюють як базова електростанція країни.
Закритих АЕС немає.

## Історія
Перші розробки ядерної енергетики в країні відбулися в 1956 році, коли було розпочато будівництво дослідницького реактора (завершено в 1959 році). Протягом 1960-х років були підписані різні договори про будівництво атомної електростанції в країні, для якої було обрано містечко Пакш, що в 100 км на південь від Будапешта. Проект передбачав будівництво в два етапи всього 4 реакторів ВВЕР440, які були введені в експлуатацію в середині 80-х років. Станцією керує MVM Paksi Atomerőmű Zrt., дочірня компанія державної електроенергетичної компанії Magyar Villamos Művek. За ці роки блоки зазнали суттєвої модернізації, перейшовши від початкових 410 МВт до нинішніх 500. За останні кілька років було замінено та модернізовано багато систем безпеки електростанції та систем виробництва електроенергії.
Термін експлуатації станції становить 30 років, тому виведення з експлуатації станції очікувався між 2012 і 2017 роками. У 2000 році було проведено (і оновлено в 2005 році) техніко-економічне обґрунтування продовження терміну експлуатації приблизно на 20 років, через виявлення відсутності проблем для роботи реактора протягом 50 років; це дослідження було схвалено парламентом Угорщини. Угорський орган ядерної безпеки Magyar Atomenergia Hivatal потім схвалив програму продовження терміну експлуатації, і перша ліцензія була видана в середині 2012 року.
Також у кінці 1980-х, на початку 90-х років планувалося будівництво другої в країні АЕС Тиса.

## Майбутня ядерна програма
У 1980-х роках уряд Угорщини планував побудувати два реактори ВВЕР1000 на станції Пакш як блоки 5 і 6. Попередні роботи були завершені в 1989 році, коли проект був скасований через зниження внутрішнього попиту на електроенергію. Проект розширення був знову запропонований наприкінці 1990-х років із будівництвом двох блоків потужністю 600-700 МВт, гіпотетичними реакторами були AP600, CANDU або ВВЕР640. Проект було скасовано через те, що він не відповідав політичним програмам і не була виконана попередня оцінка впливу на довкілля.
Майбутній попит на електроенергію вимагатиме будівництва приблизно 6000 МВт додаткової потужності до 2030 року, і знову розглядається будівництво атомної електростанції, що складається з блоків 5 і 6 станції Пакш, приблизно 1200 МВт кожен. У березні 2009 року парламент Угорщини дав попереднє схвалення дослідження, тендер очікувався на 2011 рік, а остаточне рішення – на 2012 рік. Розглядались чотири типи реакторів: EPR, Atmea, AP1000 і ВВЕР1200; перший блок планується ввести в експлуатацію після 2026 року, а другий – після 2028 року. В 2023 розпочалась будова двох реакторів типу ВВЕР1200.

## Паливний цикл
Усе паливо, що використовується, постачає російська компанія ТВЕЛ.

## Дослідницькі реактори
В НДІ ядерної енергетики працює реактор потужністю 10 МВт, який почав працювати в 1959 і реконструйований в 1991; у 2009 році його модифікували для роботи на слабозбагаченому урані. У Будапештському технічному університеті працює реактор потужністю 100 кВт.

## Управління відходами та геологічні сховища
На даний момент не прийнято остаточного рішення щодо поводження з ВЯП, чи проводити його переробку, чи кондиціонувати без будь-якої обробки, а потім помістити на геологічний майданчик. Частину тепловиділяючих елементів було відправлено на переробку до Росії без репатріації матеріалів, отриманих у результаті переробки. Відпрацьоване паливо, вироблене на станції «Пакш», зберігається на ній протягом 5 років, а потім переміщується на сухий майданчик в комплексі електростанції. Триває будівництво сховища високоактивних відходів поблизу Батаапаті на південному заході країни.
З 1998 року існує збір з виробництва енергії з ядерних джерел для створення фонду поводження з радіологічними відходами та виведення станції з експлуатації. Відповідальною за весь процес утилізації є компанія Radioaktív Hulladékokat Kezelő (RHK), контрольована урядом Угорщини.
У Пюспьоксіладь є сховище низькоактивних відходів; місце, яке почало працювати в 1977 році, було вичерпано в 2005 році. Тривають пошуки нового місця для зберігання радіологічних відходів, у середині 2005 року всенародне голосування мешканців Батаапаті визначило містечко місцем для нового майданчику зберігання радіологічних відходів, запит згодом був схвалений парламентом Угорщини. У 2008 році були виділені кошти на будівництво сховища, яке було завершено в 2010 році і дозволило зібрати перші відходи з 2011 року.

## Виробництво урану
Угорщина є невеликим виробником урану, з 2-3 тоннами на рік, її історичний обсяг виробництва становив 21 500 тонн урану в 2006 році. Згідно з «Червоною книгою» 2007 року, вона не має відомих ресурсів урану.
Історично склалося так, що виробництво урану в Угорщині відбувалося з заводу Мечек на півдні країни. Ця шахта була закрита в 1997 році. У серпні 2008 року австралійська компанія Wildhorse Energy вивчила можливість повторного відкриття шахти і тому придбала права на майбутню експлуатацію ділянки. Перші техніко-економічні обґрунтування повідомляють про 11 600 т ресурсів, які можна видобути з ділянки, а інші території, прилеглі до початкової шахти, вивчаються.

## Перелік реакторів
| Назва | Блок №. | Реактор | Реактор       | Статус     | Чиста потужність (MW) | Початок будівництва | Комерційне використання | Закриття |
| Назва | Блок №. | Тип     | Модель        | Статус     | Чиста потужність (MW) | Початок будівництва | Комерційне використання | Закриття |
| ----- | ------- | ------- | ------------- | ---------- | --------------------- | ------------------- | ----------------------- | -------- |
| Пакш  | 1       | PWR     | ВВЕР-440/213  | Функціонує | 479                   | 1 серпня 1974       | 10 серпня 1983          |          |
| Пакш  | 2       | PWR     | ВВЕР-440/213  | Функціонує | 479                   | 1 серпня 1974       | 14 листопада 1984       |          |
| Пакш  | 3       | PWR     | ВВЕР-440/213  | Функціонує | 479                   | 1 жовтня 1979       | 1 грудня 1986           |          |
| Пакш  | 4       | PWR     | ВВЕР-440/213  | Функціонує | 479                   | 1 жовтня 1979       | 1 листопада 1987        |          |
| Пакш  | II-5    | PWR     | ВВЕР-1200/527 | Будується  | 1114                  | 3 липня 2023        | ( 2027)                 |          |
| Пакш  | II-6    | PWR     | ВВЕР-1200/527 | Будується  | 1114                  | 3 липня 2023        | ( 2028)                 |          |

## Зовнішні посилання
- IAEA - Nuclear Power Reactors in the World, 2012 edition (PDF) (англ.).
- (англ.)  [Архівовано 1 dicembre 2012 у Wayback Machine.]
- (англ.) База даних усіх реакторів світу